# 東部方面会計隊
東部方面会計隊（とうぶほうめんかいけいたい、JGSDF Eastern Army Finance Service）は、陸上自衛隊朝霞駐屯地（東京都練馬区）に隊本部が駐屯する東部方面隊直轄の会計科部隊である。

## 概要
隊長は1等陸佐（二）が充てられ、方面隊全般の会計業務および、方面隊管内に分散配置されて、それぞれの駐屯部隊に対する会計業務を任務とする。

## 沿革
- 1960年（昭和35年）1月14日：東部方面会計隊が市ヶ谷駐屯地に新編。
- 1966年（昭和41年）3月31日：第391会計隊が桜木町分屯地から横浜駐屯地に移駐[1]。
- 1974年（昭和49年）8月1日：第433会計隊が滝ヶ原駐屯地に新編[2]。
- 1983年（昭和58年）3月24日：陸上自衛隊中央輸送業務隊新編に伴い、第391会計隊が同隊会計科に改編[3]。
- 1994年（平成06年）11月：方面会計隊本部が市ヶ谷駐屯地から朝霞駐屯地へ、朝霞駐屯地所在の第414会計隊が市ヶ谷駐屯地へ移駐。
- 2000年（平成12年）3月：中央会計隊の市ヶ谷駐屯地移駐に伴い、第414会計隊を廃止。
- 2001年（平成13年）3月27日：小平学校新編に伴い、同駐屯地の第412会計隊を廃止。
- 2013年（平成25年）3月26日：会計隊本部座間派遣隊を廃止し、第441会計隊を新編。
- 2015年（平成27年）3月26日：東部方面会計隊の改編に伴い、第307（東立川駐屯地）・第334（宇都宮駐屯地）・第335（松本駐屯地）・第339（新町駐屯地）・第382（新発田駐屯地）・第402（大宮駐屯地）・第410（駒門駐屯地）・第413（霞ヶ浦駐屯地）・第415（北富士駐屯地）・第420（板妻駐屯地）・第428（木更津駐屯地）会計隊が廃止され、近隣会計隊からの派遣隊、連絡班が配置される[4]。
- 2021年（令和03年）3月18日：第341会計隊霞ヶ浦派遣隊が第413会計隊に、第379会計隊新発田派遣隊が第382会計隊に、同松本派遣隊が第335会計隊に、第406会計隊宇都宮派遣隊が第334会計隊にそれぞれ改編[5][6]。各部隊は6年ぶりの再編成となる。

## 部隊編成
- 東部方面会計隊本部「東方会-本」（朝霞駐屯地）
  - 総務科
  - 運用科
  - 主任官科
  - 審査科
  - 業務科
- 第316会計隊「316会」（習志野駐屯地）
  - 木更津派遣隊（木更津駐屯地）
- 第334会計隊「334会」（宇都宮駐屯地）
- 第335会計隊「335会」（松本駐屯地）
- 第338会計隊「338会」（練馬駐屯地）
  - 大宮派遣隊（大宮駐屯地）
- 第341会計隊「341会」（古河駐屯地）
- 第379会計隊「379会」（高田駐屯地）
- 第382会計隊「382会」（新発田駐屯地）
- 第406会計隊「406会」（相馬原駐屯地）
  - 新町連絡班（新町駐屯地）
- 第407会計隊「407会」（武山駐屯地）
- 第413会計隊「413会」（霞ヶ浦駐屯地）
- 第431会計隊「431会」（立川駐屯地）
  - 東立川連絡班（東立川駐屯地）
- 第433会計隊「433会」（滝ヶ原駐屯地）
  - 北富士派遣隊（北富士駐屯地）
  - 板妻連絡班（板妻駐屯地）
  - 駒門連絡班（駒門駐屯地）
- 第441会計隊「441会」（座間駐屯地）

## 主要幹部
| 官職名           | 階級    | 氏名     | 補職発令日     | 前職                                          |
| ---------------- | ------- | -------- | -------------- | --------------------------------------------- |
| 東部方面会計隊長 | 1等陸佐 | 加藤恵一 | 2024年08月01日 | 陸上自衛隊補給統制本部装備計画部 装備主計課長 |

| 代 | 氏名                 | 在職期間                                                    | 前職                                          | 後職                                  |
| -- | -------------------- | ----------------------------------------------------------- | --------------------------------------------- | ------------------------------------- |
| 01 | 川島馨               | 1960年01月14日 - 1962年03月15日 ※1962年01月01日 1等陸佐昇任 | 陸上幕僚監部会計課契約班長 （2等陸佐）        | 陸上自衛隊武器補給処調達会計部長      |
| 02 | 倉本宗清 （2等陸佐） | 1962年03月16日 - 1964年03月15日                             | 東部方面会計隊副隊長                          | 陸上自衛隊需品補給処調達会計部長      |
| 03 | 斉藤長治             | 1964年03月16日 - 1967年03月15日 ※1966年01月01日 1等陸佐昇任 | 陸上幕僚監部監理部勤務 （2等陸佐）            | 防衛大学校総務部会計課長              |
| 04 | 本田徹               | 1967年03月16日 - 1968年07月15日                             | 東北方面会計隊長                              | 陸上幕僚監部会計課総括班長            |
| 05 | 磯部一徃             | 1968年07月16日 - 1970年03月15日                             | 陸上幕僚監部第1部勤務                         | 自衛隊岡山地方連絡部長                |
| 06 | 石原正哉             | 1970年03月16日 - 1973年07月15日                             | 陸上幕僚監部監理部審査班長                    | 東部方面総監部付 →1973年9月28日 退職  |
| 07 | 奈良忠夫             | 1973年07月16日 - 1975年07月15日                             | 北部方面会計隊長                              | 東部方面総監部総務課勤務              |
| 08 | 川上昌之             | 1975年07月16日 - 1977年03月15日                             | 中部方面会計隊長                              | 東部方面総監部会計課長                |
| 09 | 藤田弘道             | 1977年03月16日 - 1978年07月31日 ※1977年04月01日 1等陸佐昇任 | 東北方面会計隊長 （2等陸佐）                  | 中部方面総監部総務部会計課長          |
| 10 | 間室修               | 1978年08月01日 - 1980年07月31日                             | 陸上自衛隊需品補給処調達会計部長              | 陸上自衛隊中央会計隊副隊長            |
| 11 | 野口寅治             | 1980年08月01日 - 1982年03月15日                             | 陸上自衛隊会計監査隊 東部方面分遣隊長         | 陸上自衛隊中央会計隊副隊長            |
| 12 | 小泉瑞穂             | 1982年03月16日 - 1984年03月15日                             | 陸上幕僚監部監理部会計課予算班長              | 陸上幕僚監部監理部会計課経理班長      |
| 13 | 富岡静生             | 1984年03月16日 - 1986年03月16日 ※1984年07月01日 1等陸佐昇任 | 美幌駐屯地業務隊長 （2等陸佐）                | 陸上自衛隊会計監査隊 東部方面分遣隊長 |
| 14 | 桑畑繁貞             | 1986年03月17日 - 1988年07月31日                             | 小平駐屯地業務隊長                            | 東部方面総監部勤務                    |
| 15 | 山合明               | 1988年08月01日 - 1991年07月31日                             | 東部方面総監部総務部会計課長                  | 東部方面総監部勤務                    |
| 16 | 大塚靖則             | 1991年08月01日 - 1994年03月31日                             | 東部方面総監部付                              | 陸上自衛隊関西地区補給処総務部長      |
| 17 | 田中純一             | 1994年04月01日 - 1995年03月22日                             | 陸上自衛隊東北地区補給処総務部長              | 東部方面総監部付 →1995年6月24日 退職  |
| 18 | 武富紘人             | 1995年03月23日 - 1998年03月26日                             | 北部方面総監部総務部会計課長                  | 東部方面総監部勤務                    |
| 19 | 渕野一美             | 1998年03月27日 - 2000年07月31日                             | 陸上幕僚監部監理部会計課 会計監査班長         | 陸上自衛隊業務学校会計教育部長        |
| 20 | 谷口厚志             | 2000年08月01日 - 2002年12月01日                             | 陸上幕僚監部装備部装備計画課 補給管理班長     | 陸上自衛隊補給統制本部 装備計画部長   |
| 21 | 齋藤良一             | 2002年12月02日 - 2004年07月31日                             | 陸上幕僚監部監理部会計課 会計監査班長         | 東部方面総監部付 →2004年8月20日 退職  |
| 22 | 丹下惇一             | 2004年08月01日 - 2006年04月01日                             | 陸上自衛隊幹部学校企画室長                    | 退職（陸将補昇任）                    |
| 23 | 小楠康晴             | 2006年04月01日 - 2009年03月23日                             | 東部方面総監部総務部会計課長                  | 東部方面総監部付 →2009年4月28日 退職  |
| 24 | 田中三津彦           | 2009年03月24日 - 2011年03月31日                             | 陸上自衛隊小平学校会計教育部長                | 千僧駐屯地業務隊長                    |
| 25 | 小林博一             | 2011年04月01日 - 2014年03月22日                             | 中部方面総監部総務部広報室長                  | 東千歳駐屯地業務隊長                  |
| 26 | 松田靖史             | 2014年03月23日 - 2016年07月31日                             | 自衛隊東京地方協力本部募集課長                | 自衛隊鳥取地方協力本部長              |
| 27 | 菅野勝浩             | 2016年08月01日 - 2018年11月30日                             | 東部方面総監部総務部会計課長                  | 東部方面総監部付 →2019年2月4日 退職   |
| 28 | 安藤裕一             | 2018年12月01日 - 2021年11月30日                             | 陸上自衛隊小平学校主任教官                    | 陸上自衛隊教育訓練研究本部勤務        |
| 29 | 山口勇人             | 2021年12月01日 - 2023年07月31日                             | 陸上自衛隊小平学校主任教官                    | 統合幕僚学校国際平和協力センター勤務  |
| 30 | 與藤みゆき           | 2023年08月01日 - 2024年07月31日                             | 陸上自衛隊小平学校主任教官                    | 陸上幕僚監部防衛部防衛課勤務          |
| 31 | 加藤恵一             | 2024年08月01日 -                                            | 陸上自衛隊補給統制本部装備計画部 装備主計課長 |                                       |

## 主要装備
- 1/2tトラック / 73式小型トラック
- 3 1/2tトラック / 73式大型トラック
- 業務車1号
- 業務車4号
- 89式5.56mm小銃
- 9mm拳銃